# キャピタルステークス
キャピタルステークスは、日本中央競馬会（JRA）が東京競馬場で施行する国際競走である。レース名は英語で「首都」を意味するCapitalが由来となっている。2025年よりフランスギャロが寄贈賞を提供するため、正式名称はフランスギャロ賞キャピタルステークスとなる。

## 概要
ジャパンカップが行われる週に行われるオープン競走である。1990年から1996年までは12月第3週に開催されていたスプリンターズステークスのステップレースという位置付けで施行されていた。
1997年は富士ステークスと統合する形で施行されなかった。
1998年からは1600万以下の条件戦として名称が復活した。
2000年に富士ステークスがマイルチャンピオンシップの前哨戦に変更となり、それに伴って2001年に富士ステークスの条件を引き継ぐ形でオープンクラスの国際競走として施行された。2001年から2006年（2004年を除く）及び2010年、2012年、2014年は、ジャパンカップの前の競走として設置される。2015年からは土曜日のメイン競走として行われている。
ジャパンカップが中山競馬場で行われた2002年に限り国際馬房の関係で、国際競走ではなかった。
負担重量は3歳55kg、4歳以上56kg、牝馬2kgを基本とし、更に以下のように斤量が課せられる。ただし2歳時の成績を除く。
1. 施行日当日から過去1年以降のGI競走（牝馬限定競走を除く）1着馬3kg増
2. 施行日当日から過去1年以降の牝馬限定GI競走またはGII競走（牝馬限定競走を除く）1着馬2kg増
3. 施行日当日から過去1年以前のGI競走（牝馬限定競走を除く）1着馬2kg増
4. 施行日当日から過去1年以降の牝馬限定GII競走またはGIII競走（牝馬限定競走を除く）1着馬1kg増
5. 施行日当日から過去1年以前の牝馬限定GI競走またはGII競走（牝馬限定競走を除く）1着馬1kg増

## 歴史
- 1990年 - 東京競馬場の4歳（現3歳）以上オープンクラスの芝1400mの別定戦として創設。
- 1997年 - 施行せず。
- 1998年 - 出走条件が4歳（現3歳）以上1600万下クラスの芝1600mの別定戦となる。
- 1999年 - 別定戦からハンデ戦に変更される。
- 2001年 - 馬齢表示の国際基準への変更に伴い、出走条件が「4歳以上」から「3歳以上」、オープン競走、国際競走、別定戦にそれぞれ変更。外国馬が初出走し初勝利を挙げた。
- 2002年 - 東京競馬場の改修工事により中山競馬場の芝1600mで施行。この年は国際競走ではない。
- 2004年 - JRAゴールデンジュビリーキャンペーンに伴いジャパンカップダートと開催日が入れ替わり土曜日に施行。
- 2007年 - 馬インフルエンザの影響で中止された開催の代替で金曜日（勤労感謝の日）の施行となる。
- 2010年 - 日本初となる3D映像の競馬中継を行う。[3]
- 2019年 - リステッド競走に指定される[4]。
- 2025年 - フランスギャロより寄贈賞の提供を受け、「フランスギャロ賞キャピタルステークス」に名称変更。

## 歴代優勝馬
コース種別を表記していない距離は、芝コースを表す。
優勝馬の馬齢は、現行表記に揃えている。
| 施行日         | 競馬場 | 距離  | 条件       | 調教国･優勝馬      | 性齢 | 勝時計 | 優勝騎手     | 管理調教師   |
| -------------- | ------ | ----- | ---------- | ------------------ | ---- | ------ | ------------ | ------------ |
| 1990年11月24日 | 東京   | 1400m | オープン   | ストロングクラウン | 牡3  | 1:21.0 | 増沢末夫     | 元石孝昭     |
| 1991年11月23日 | 東京   | 1400m | オープン   | キオイドリーム     | 牝5  | 1:22.3 | 横山典弘     | 石栗龍雄     |
| 1992年11月28日 | 東京   | 1400m | オープン   | サクラバクシンオー | 牡3  | 1:21.1 | 小島太       | 境勝太郎     |
| 1993年11月27日 | 東京   | 1400m | オープン   | サクラバクシンオー | 牡4  | 1:21.2 | 小島太       | 境勝太郎     |
| 1994年11月26日 | 東京   | 1400m | オープン   | ノーザンプリンセス | 牝3  | 1:21.7 | C.ナカタニ   | 清水利章     |
| 1995年11月25日 | 東京   | 1400m | オープン   | スーパーライセンス | 牡5  | 1:21.8 | 坂井千明     | 松山康久     |
| 1996年11月23日 | 東京   | 1400m | オープン   | エイシンバーリン   | 牝4  | 1:21.7 | 角田晃一     | 坂口正則     |
| 1998年11月28日 | 東京   | 1600m | 1600万下   | サクラアカツキ     | 牝3  | 1:35.4 | 蛯名正義     | 田中清隆     |
| 1999年11月27日 | 東京   | 1600m | 1600万下   | サンフレア         | 牡4  | 1:34.5 | 菊沢隆徳     | 松山康久     |
| 2000年11月25日 | 東京   | 1600m | 1600万下   | サクラフォーエバー | 牝6  | 1:34.6 | 岡部幸雄     | 小島太       |
| 2001年11月25日 | 東京   | 1600m | オープン   | プラウドウイングス | 牝5  | 1:34.0 | 武豊         | R.スアランド |
| 2002年11月24日 | 中山   | 1600m | オープン   | ローエングリン     | 牡3  | 1:33.5 | 岡部幸雄     | 伊藤正徳     |
| 2003年11月30日 | 東京   | 1600m | オープン   | シベリアンホーク   | 牡3  | 1:37.1 | 柴田善臣     | 手塚貴久     |
| 2004年11月27日 | 東京   | 1600m | オープン   | キネティクス       | 牡5  | 1:34.3 | 田中勝春     | 新川恵       |
| 2005年11月27日 | 東京   | 1600m | オープン   | オレハマッテルゼ   | 牡5  | 1:32.9 | 武豊         | 音無秀孝     |
| 2006年11月26日 | 東京   | 1600m | オープン   | エアシェイディ     | 牡5  | 1:35.0 | 安藤勝己     | 伊藤正徳     |
| 2007年11月23日 | 東京   | 1600m | オープン   | キンシャサノキセキ | 牡4  | 1:32.8 | 藤田伸二     | 堀宣行       |
| 2008年11月29日 | 東京   | 1600m | オープン   | タマモサポート     | 牡5  | 1:33.0 | 津村明秀     | 藤岡健一     |
| 2009年11月28日 | 東京   | 1600m | オープン   | トライアンフマーチ | 牡3  | 1:32.7 | C.スミヨン   | 角居勝彦     |
| 2010年11月28日 | 東京   | 1600m | オープン   | サンディエゴシチー | 牡3  | 1:33.2 | 藤岡佑介     | 作田誠二     |
| 2011年11月26日 | 東京   | 1600m | オープン   | アプリコットフィズ | 牝4  | 1:32.9 | 田中勝春     | 小島太       |
| 2012年11月25日 | 東京   | 1600m | オープン   | ヤマニンウイスカー | 牡6  | 1:32.1 | 伊藤工真     | 千田輝彦     |
| 2013年11月23日 | 東京   | 1600m | オープン   | サトノギャラント   | 牡4  | 1:33.2 | 北村宏司     | 藤沢和雄     |
| 2014年11月30日 | 東京   | 1600m | オープン   | シェルビー         | 牡5  | 1:33.6 | 武豊         | 笹田和秀     |
| 2015年11月28日 | 東京   | 1600m | オープン   | サンライズメジャー | 牡6  | 1:33.2 | 柴山雄一     | 浜田多実雄   |
| 2016年11月26日 | 東京   | 1600m | オープン   | ブラックムーン     | 牡4  | 1:33.5 | 戸崎圭太     | 西浦勝一     |
| 2017年11月25日 | 東京   | 1600m | オープン   | ダイワキャグニー   | 牡3  | 1:32.6 | 横山典弘     | 菊沢隆徳     |
| 2018年11月24日 | 東京   | 1600m | オープン   | グァンチャーレ     | 牡6  | 1:32.6 | 松岡正海     | 北出成人     |
| 2019年11月23日 | 東京   | 1600m | リステッド | ドーヴァー         | 牡6  | 1:35.8 | W.ビュイック | 伊藤圭三     |
| 2020年11月28日 | 東京   | 1600m | リステッド | ピースワンパラディ | 牡4  | 1:32.8 | 戸崎圭太     | 大竹正博     |
| 2021年11月27日 | 東京   | 1600m | リステッド | プリンスリターン   | 牡4  | 1:33.0 | 横山武史     | 加用正       |
| 2022年11月26日 | 東京   | 1600m | リステッド | ララクリスティーヌ | 牝4  | 1:32.5 | 菅原明良     | 斉藤崇史     |
| 2023年11月25日 | 東京   | 1600m | リステッド | ドーブネ           | 牡4  | 1:33.3 | 吉田隼人     | 武幸四郎     |
| 2024年11月23日 | 東京   | 1600m | リステッド | ウォーターリヒト   | 牡3  | 1:32.3 | 田辺裕信     | 河内洋       |

- 国際競走となった2001年と2003年以降は国旗を表記。